# Чернобио
Чернобио (итал. Cernobbio) је насеље у Италији у округу Комо, региону Ломбардија.
Према процени из 2011. у насељу је живело 6790 становника. Насеље се налази на надморској висини од 286 м.

## Становништво
Према резултатима пописа становништва 2011. у општини је живело 6.830 становника.
| 1936. | 1951. | 1961. | 1971. | 1981. | 1991. | 2001. | 2011. |
| ----- | ----- | ----- | ----- | ----- | ----- | ----- | ----- |
| 5.461 | 6.672 | 6.929 | 8.040 | 7.728 | 7.233 | 6.662 | 6.830 |